# Ouvrage d'art
Ne doit pas être confondu avec Œuvre d'art ou Livre d'art.

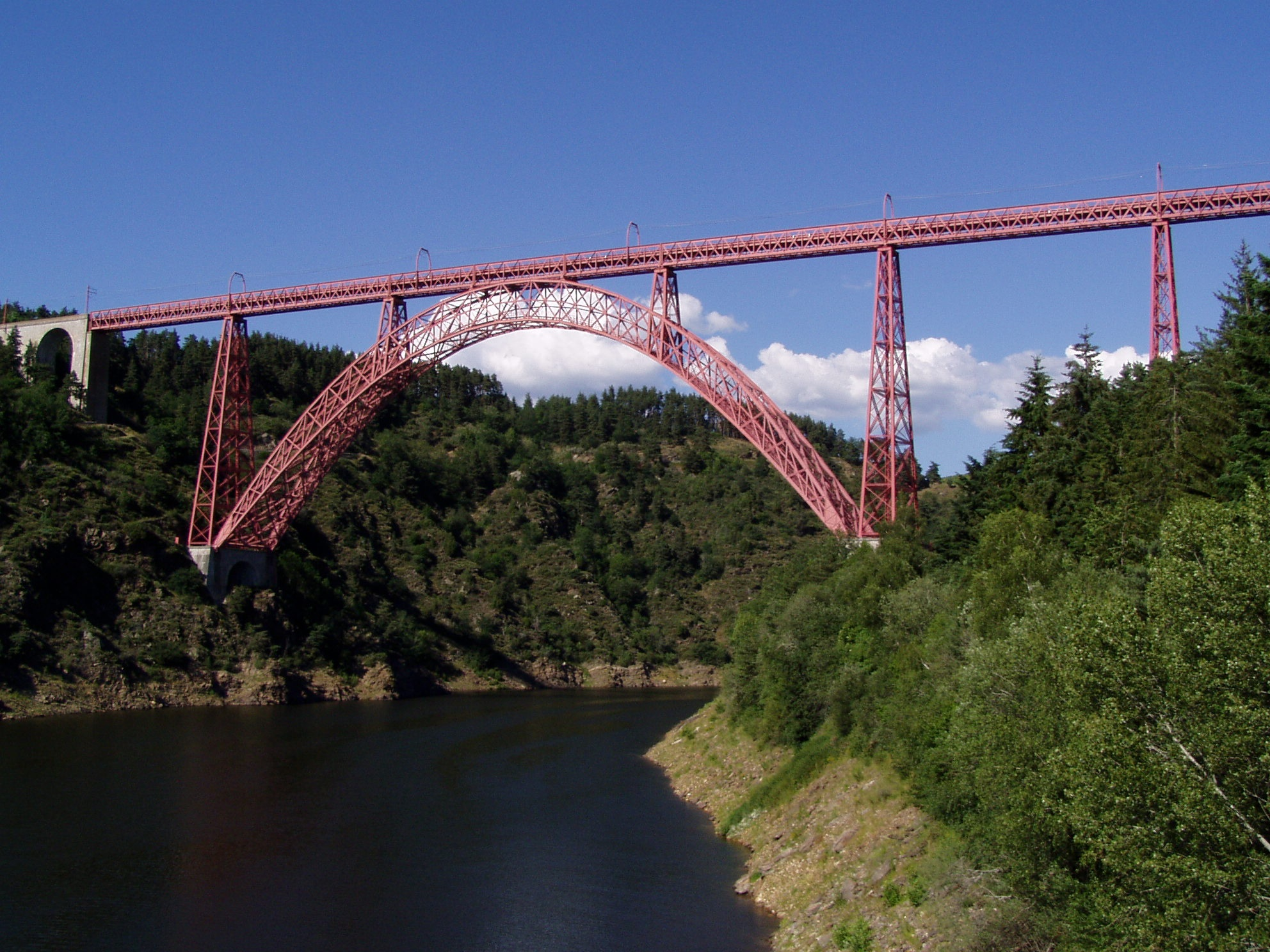
Viaduc de Garabit, ouvrage d'art ferroviaire construit par Gustave Eiffel (1880–1884).

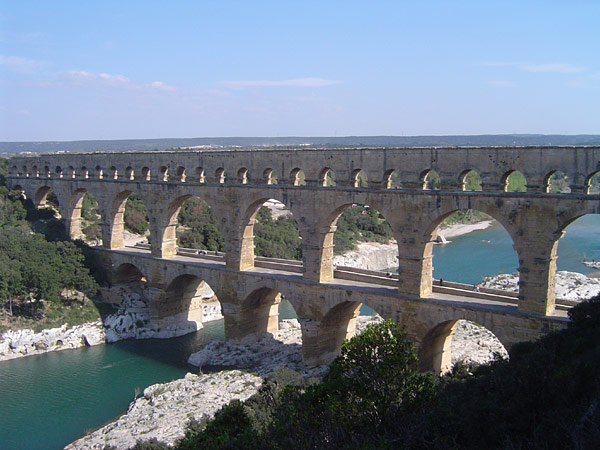
Pont du Gard construit par les romains entre 40 et 50 après J.-C.

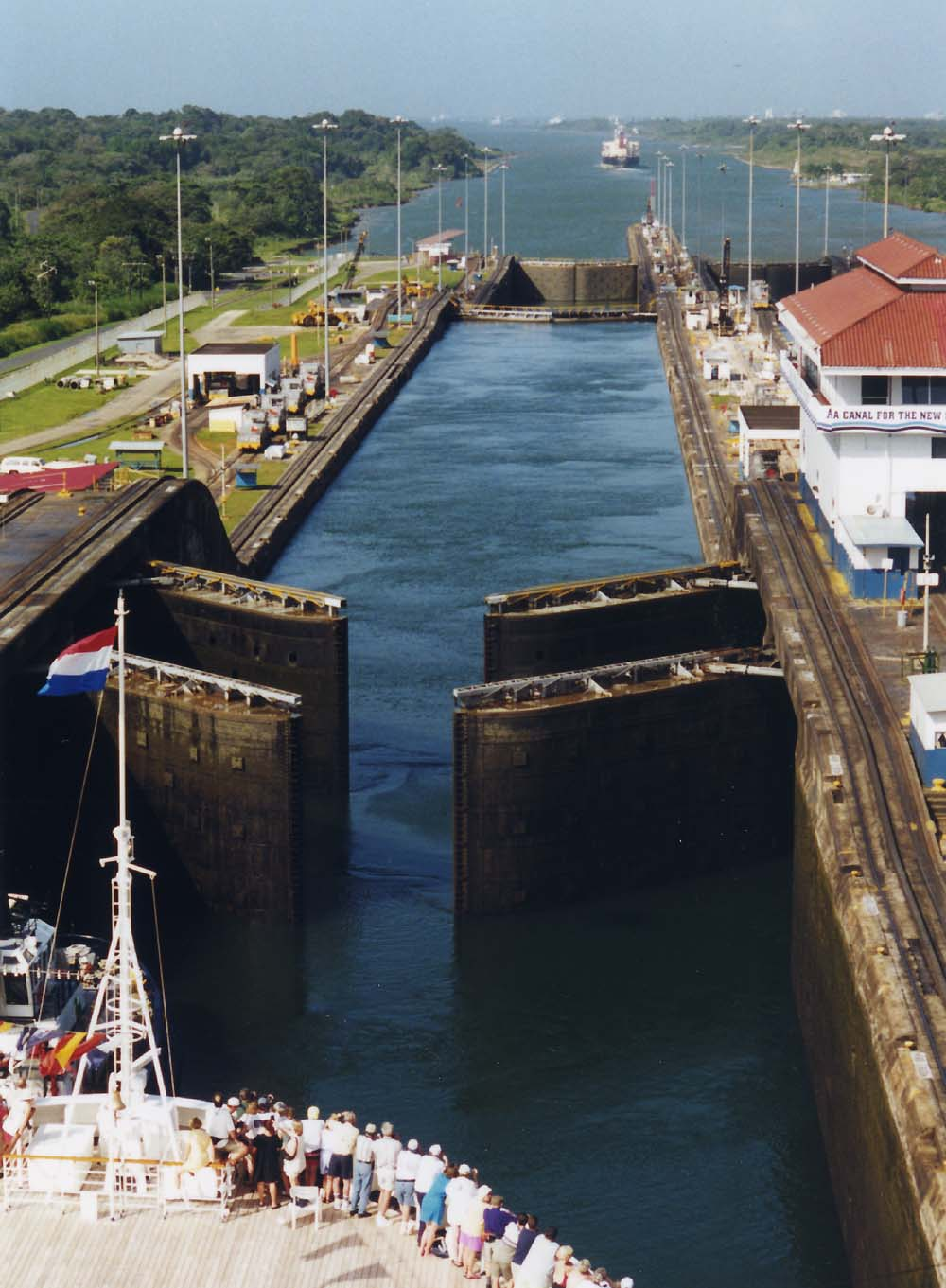
Écluse sur le Canal de Panama (construction: 1882–1914).

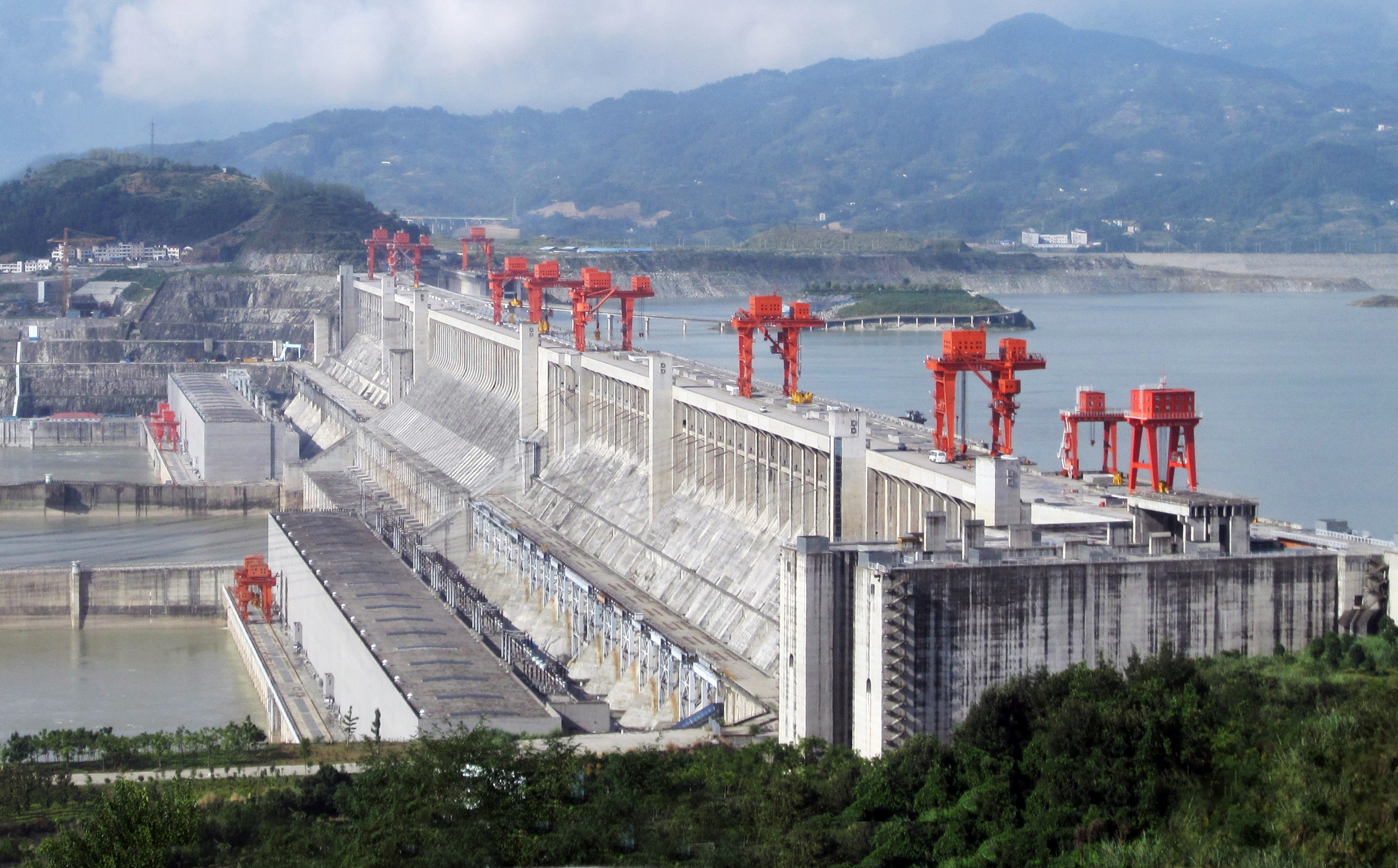
Barrage des Trois-Gorges (Chine, 2009) (construction: 1994–2012).

Un ouvrage d’art est une construction de grande importance et de grande taille appartenant à l'une au moins de ces catégories :
- ouvrage permettant de franchir un obstacle sur une voie de communication routière, ferroviaire ou fluviale (ponts, tunnels) ;
- dispositif de protection contre l’action de la terre ou de l’eau (barrage, murs, tranchée couverte, digue) ;
- dispositif de transition entre plusieurs modes de transports (quais et autres ouvrages portuaires).

De tels ouvrages sont qualifiés « d’art » parce que leur conception et leur réalisation font intervenir des connaissances où l’expérience joue un rôle aussi important que la théorie. Cet ensemble de connaissances constitue d’ailleurs ce que l’on appelle l’art de l’ingénieur.

## Famille d'ouvrages d'art

### Les ouvrages d'art liés à des voies de communication
- les ponts et viaducs, qui sont des ouvrages aériens qui permettent de franchir une rivière, un bras de mer, une vallée, une autre voie de communication ou tout autre obstacle ;
- les tunnels, qui sont des ouvrages souterrains permettant le franchissement de tous les obstacles similaires à ceux franchis par les ponts ;
- les structures en élévation comme les auvents de péage ou les grands murs anti-bruit, les grands mâts et portiques[1] ;
- les écluses et les ascenseurs à bateaux sont des ouvrages d'art liés à des voies navigables.

### Les ouvrages d'art destinés à la protection contre l'action de la terre ou de l'eau
- les murs de soutènement, qui sont des ouvrages assurant la stabilité des terres.
- les gabions, les jetées, les brise-lames, épis, etc.
- les digues.
- les perrés.

### Les ouvrages d'art destinés à la retenue des eaux
- les barrages, qui sont des grands ouvrages de génie civil.

## Fonction d'un ouvrage d'art
La fonction d'un ouvrage d'art est liée à la fonction de la voie de communication à laquelle il est lié :
- un ouvrage d'art routier supporte une route ;
- un ouvrage d'art autoroutier supporte une autoroute, qu'il s'agisse de la voie principale ou d'une bretelle de raccordement à l'autoroute ;
- un ouvrage d'art ferroviaire supporte une voie ferrée.

Les voies navigables, canalisations d'eau (aqueducs) ou d'autres fluides ne donnent pas lieu à la définition d'une typologie spécifique à ces voies.

## Nature d'un ouvrage d'art
L'ouvrage d'art peut être qualifié selon le milieu dans lequel il est construit, on rencontre ainsi des ouvrages d'art terrestres, maritimes ou de montagne.

## Ouvrages d’art routiers courants et non courants
Les grands ouvrages routiers sont différenciés des petits par la dénomination d’ouvrages non courants.

### Ouvrages d’art non courants
En France, et dans le domaine routier, la première définition en a été donnée dans la circulaire du 2 janvier 1986, puis dans celle du 27 octobre 1987, puis cette définition a été reprise dans différentes autres circulaires dont celle du 5 mai 1994
Sont considérés comme ouvrages non courants, d'une part, les ouvrages répondant aux caractéristiques suivantes :
- les ponts possédant au moins une travée de plus de 40 mètres de portée ;
- les ponts dont la surface totale de l'un des tabliers dépasse 1 200 mètres carrés[3] ;
- les murs de plus de 9 mètres de hauteur ;
- les tranchées couvertes ou semi-couvertes de plus de 300 mètres de longueur ;
- les tunnels creusés ou immergés ;
- les ponts mobiles et les ponts canaux.

Sont également considérés non courants tous les ouvrages ne dépassant pas les seuils précédents, mais dont la conception présente des difficultés particulières, par exemple :
- celles provenant du terrain (fondations difficiles, remblais ou tranchées de grande hauteur, risques de glissement…) ;
- celles sortant des conditions d'emploi classiques (grandes buses métalliques d'ouverture supérieure à 8 mètres, voûtes en béton d'ouverture intérieure supérieure à 9 mètres ou dont la couverture de remblai est inférieure à ⅛ de l'ouverture intérieure, utilisation d'un dispositif ayant pour but de limiter la charge sur l'ouvrage) ;
- celles liées à des modifications de solutions types résultant de la géométrie du tracé ou de recherches architecturales (ponts très biais ou à courbure prononcée…) ;
- celles dues à l'emploi de techniques non codifiées et n'ayant pas fait l'objet d'un avis technique du SETRA (procédés de soutènement spéciaux…) ;
- celles dues au caractère innovant de la technique ou du procédé.

### Ouvrages d’art courants
A contrario sont considérés comme ouvrages d’art courant les ouvrages ne répondant pas aux critères ci-dessus.

## Suivi, entretien et fin de vie
Les ouvrages d'art, surtout s'ils sont construits en climat ou contexte difficile (en zone sismique, sur des sols soumis à mouvements de terrain ou sur des pergélisols par exemple), et/ou s'ils sont très sollicités doivent faire l'objet de contrôles épisodiques de l’État des matériaux qui les composent. Ces contrôles sont visuels (avec l'aide d'un drone éventuellement), destructif (carottages pour examen…) ou non destructifs (gammagraphie, radiographie et radioscopie, suivi des températures, de l'évolution de fissures (de cisaillement et/ou de flexion) ou de la flèche (courbure), etc. Ils peuvent eux-mêmes contenir, dès l'origine, ou après découverte d'une vulnérabilité dans risque de défaillance immédiate ou à court ou moyen terme de l’ouvrage, des dispositifs électroniques de suivis associant des capteurs et appareils de mesure et des moyens de communication pour la télésurveillance. Les capteurs et relais doivent être fiables, autonomes, précis et résister à des conditions souvent difficiles (variations de température de –25 °C à +40 °C au Canada par exemple ; changements d'hygrométrie, vibrations, chocs, corrosion, vandalismes, etc.). Certains capteurs impliquent un perçage ou la destruction d'une portion du béton de la membrure à instrumenter. Quand un seuil d'alerte est dépassé, des mesures peuvent être prises.